# Linares (turniej szachowy)
Linares – turniej szachowy rozgrywany w latach 1978–2010 w andaluzyjskim mieście Linares z udziałem najsilniejszych szachistów świata. Impreza odbywała się zazwyczaj na przełomie lutego oraz marca i (z racji swojej bogatej historii, jak również najwyższej rangi) czasami nazywana jest szachowym Wimbledonem. Od 2011 zaprzestano organizacji turnieju z przyczyn ekonomicznych.
Od pierwszego turnieju, rozegranego w roku 1978, sponsorowany on jest przez hiszpańskiego milionera Luisa Rentero. Do 1985 roku imprezy nie odbywały się cyklicznie, natomiast od roku 1988 – corocznie (z wyjątkiem roku 1996, w którym w Linares odbył się mecz o mistrzostwo świata kobiet pomiędzy Zsuzsą Polgár i Xie Jun). W latach 1978–1997 wszystkie turnieje rozegrano systemem kołowym z udziałem 10–14 zawodników. Począwszy od roku 1998 w zawodach startuje od 6 do 8 szachistów elity, którzy rozgrywają ze sobą po dwie partie (turniej dwukołowy). W latach 2006–2008 pierwsza część turnieju rozgrywana była w meksykańskim mieście Morelia.
Charakterystyczną cechą turniejów w Linares była mała (jak na turnieje elity) liczba szybkich remisów. Wynika to z tego, iż Luis Rentero stosuje dodatkowe finansowe premie, aby zachęcić zawodników do rozgrywania ze sobą długich partii.
Absolutnym rekordzistą pod względem liczby zwycięstw jest Garri Kasparow, który w Linares triumfował dziewięciokrotnie. Po trzy zwycięstwa odnieśli Wasyl Iwanczuk, Weselin Topałow, Viswanathan Anand oraz Władimir Kramnik.

## Zwycięzcy dotychczasowych turniejów
| Lp. | Rok  | Zwycięzcy                              |
| --- | ---- | -------------------------------------- |
| 1   | 1978 | Jaan Eslon, Roberto Debarnot           |
| 2   | 1979 | Larry Christiansen                     |
| 3   | 1981 | Anatolij Karpow, Larry Christiansen    |
| 4   | 1983 | Borys Spasski                          |
| 5   | 1985 | Ljubomir Ljubojević, Robert Hübner     |
| 6   | 1988 | Jan Timman                             |
| 7   | 1989 | Wasilij Iwanczuk                       |
| 8   | 1990 | Garri Kasparow                         |
| 9   | 1991 | Wasilij Iwanczuk                       |
| 10  | 1992 | Garri Kasparow                         |
| 11  | 1993 | Garri Kasparow                         |
| 12  | 1994 | Anatolij Karpow                        |
| 13  | 1995 | Wasilij Iwanczuk                       |
| 14  | 1997 | Garri Kasparow                         |
| 15  | 1998 | Viswanathan Anand                      |
| 16  | 1999 | Garri Kasparow                         |
| 17  | 2000 | Władimir Kramnik, Garri Kasparow       |
| 18  | 2001 | Garri Kasparow                         |
| 19  | 2002 | Garri Kasparow                         |
| 20  | 2003 | Péter Lékó, Władimir Kramnik           |
| 21  | 2004 | Władimir Kramnik                       |
| 22  | 2005 | Garri Kasparow, Weselin Topałow        |
| 23  | 2006 | Lewon Aronian                          |
| 24  | 2007 | Viswanathan Anand                      |
| 25  | 2008 | Viswanathan Anand                      |
| 26  | 2009 | Aleksander Griszczuk, Wasilij Iwanczuk |
| 27  | 2010 | Weselin Topałow                        |